# Corporación de Fútbol de la Universidad de Chile
Pour les articles homonymes, voir Universidad de Chile.
Maillots
Actualités
Le Club Universidad de Chile, appelé plus couramment CF Universidad de Chile ou encore tout simplement Universidad de Chile, est un club de football professionnel chilien basé à Santiago du Chili et fondé le 24 mai 1927.
Surnommé La U, le club est fondé en tant que Club Deportivo Universitario, et évolue actuellement en Primera División de Chile.
Associé depuis plusieurs décennies à la couleur bleue (officiellement adopté en 1943), l'Universidad de Chile est le second club le plus titré en D1 chilienne, avec 18 championnats. Lors des 10 dernières championnats, le club a été 1 fois couronné, dans une compétition à 1 tour. Le club conquiert son premier titre international en 2011 en remportant la Copa Sudamericana.
Le club n'a pas de stade qui lui appartienne, et joue ses matchs à domicile où il puisse louer.
Étant également le deuxième club le plus populaire et supporté du pays derrière le Colo-Colo, autre grand club de la capitale, la U entretient d'ailleurs une importante rivalité avec ce dernier, et joue chaque année le grand derby du football chilien, le Superclásico. Une autre rivalité, appelée Clásico universitario, contre un autre des trois grands clubs du pays, l'Universidad Católica.

## Historique
- En 1928, on assiste à la fondation du club par la fusion du Náutico Universitario, de lInternado FC, de lUniversitario de Atletismo et de la Federación Universitaria.
- En 2008, le club crée une section féminine, qui joue en première division du championnat féminin du Chili.
- L'année 2011 est exceptionnelle pour le club. Non content de gagner le tournoi d'ouverture du championnat chilien, ainsi que la Copa Sudamericana, le club remporte, dans les derniers jours de l'année, le tournoi de clôture du championnat local[6]. L'organisateur du championnat chilien, l'ANFP («Asociación Nacional de Fútbol Profesional»), a titré son attaquant Eduardo Vargas, meilleur joueur de l'année 2011[6]. Celui-ci est aussi titré meilleur joueur et meilleur buteur de la Copa Sudamericana 2011[7].

## Palmarès
| Compétitions nationales | Compétitions internationales                                                                                                   |
| - Championnat du Chili de football (18) - Champion : 1940, 1959, 1962, 1964, 1965, 1967, 1969, 1994, 1995, 1999, 2000, 2004 A(¹), 2009 A(¹), 2011 A(¹), 2011 C(²), 2012 A(¹), 2014 A, 2017 C. - Vice-champion : 1957, 1961, 1963, 1971, 1980, 1998, 2005 C(²), 2006 C(²) ¹ championnat d'ouverture ² championnat de clôture - Torneo Metropolitano (2) - Vainqueur : 1968, 1969 - Coupe du Chili de football (6) - Vainqueur : 1979, 1998, 2000, 2013, 2015, 2024 - Supercoupe du Chili de football (1) - Vainqueur : 2015 - Coupe Francisco Candelori (1) - Vainqueur : 1969 | - Copa Sudamericana (1) - Vainqueur : 2011 - Recopa Sudamericana (1) - Finaliste : 2012 - Coupe Suruga Bank - Finaliste : 2012 |

### Entraîneurs
| - Manuel Pellegrini (1988-1989) - Leonel Sanchez (1990) - Jorge Sampaoli (2010-2012) - Martín Lasarte (2014-2015) - Mauricio Pellegrino (2023) - Gustavo Álvarez (2024-) |

## Grands joueurs du passé
- Walter Montillo
- Clarence Acuña
- Faustino Asprilla
- Vladimir Bigorra
- Roberto Cereceda
- Marco Estrada
- Mauricio Victorino
- Luis Eyzaguirre
- Pedro González Vera
- Rodrigo Tello
- Ángelo Henríquez
- Flavio Maestri
- Raúl Estévez
- Marcelo Díaz
- Paulo Magalhaes
- Luis Musrri
- David Pizarro
- Carlos Bueno
- Juan Manuel Olivera
- Jaime Ramírez Banda
- Diego Rivarola
- Eduardo Vargas
- Leonardo Rodríguez
- Mauricio Pinilla
- Charles Aránguiz
- Marcelo Salas
- Miguel Pinto
- Leonel Sánchez
- Patricio Yáñez
- Jhonny Herrera
- Carlos Campos
- Mayer Candelo
- Richart Báez
- Nelson Cuevas
- Rogelio Delgado
- Alberto Quintano
- José Balbuena

## Effectif actuel 2023
| N° | Nat.                   | Poste | Nom du joueur               |
| -- | ---------------------- | ----- | --------------------------- |
| 1  | Drapeau du Chili       | G     | Cristobal Campos            |
| 13 | Drapeau du Chili       | G     | Cristopher Toselli          |
| 1  | Drapeau du Chili       | G     | Pedro Garrido               |
| 6  | Drapeau du Chili       | D     | Yonathan Andia              |
| 3  | Drapeau du Chili       | D     | Ignacio Tapia Bustamente    |
| 22 | Drapeau de l'Argentine | D     | Matías Zaldivia (capitaine) |
| 14 | Drapeau du Chili       | D     | Marcelo Morales             |
| 17 | Drapeau du Chili       | D     | Luis Casanova               |
| 4  | Drapeau du Chili       | D     | José Castro                 |
| 5  | Drapeau de l'Argentine | M     | Emmanuel Ojeda              |
| 30 | Drapeau du Chili       | M     | Agustin Arce                |
| 11 | Drapeau du Chili       | M     | Darío Osorio                |
| 8  | Drapeau du Chili       | M     | Mauricio Morales Olivares   |
| 20 | Drapeau de l'Argentine | M     | Frederico Mateos            |
| 2  | Drapeau du Chili       | M     | Daniel Navarrete            |
| 28 | Drapeau du Chili       | M     | Israel Poblete              |
| 29 | Drapeau du Chili       | M     | Renato Cordero              |
| 19 | Drapeau de l'Argentine | M     | Juan Pablo Gomez            |

| No. | Nat.                   | Position | Nom du joueur         |
| --- | ---------------------- | -------- | --------------------- |
| 10  | Drapeau du Chili       | A        | Lucas Assadi          |
| 24  | Drapeau du Chili       | A        | Renato Huerta         |
| 18  | Drapeau du Chili       | A        | César Lobos           |
| 16  | Drapeau du Chili       | A        | Nicolas Guerra        |
| 30  | Drapeau de l'Uruguay   | A        | Cristian Palacios     |
| 9   | Drapeau de l'Argentine | A        | Leandro Fernandez     |
| 15  | Drapeau du Chili       | A        | MLuis Felipe Gallegos |